# Minipivovar Žamberk
Minipivovar Žamberk je žamberský minipivovar společnosti Intero s. r. o. Tento minipivovar má roční výstav až 560 hl.[zdroj?]

## Historie
Minipivovar Žamberk byl založen roku 1995 Milošem Chmelanem. Jeho společnost kompletovala minipivovary po celé Evropě i v Čechách a žamberský je v pořadí patnáctý. Značka piva Žamberecký Kanec má podobu se znakem města a vyrábí se od roku 1997. Od roku 2000 do roku 2013 byl nájemcem pivovaru Ing. Zdeněk Kalous. Prvním pivem vařeným při příležitosti svátku Cyrila a Metoděje byla tmavá čtrnáctka.
Ing. Zdeněk Kalous ukončil nájem k 30. 9. 2013.  Pivovar má nyní na starost Jiří Chmelan.  

## Produkty pivovaru
Současně s prohlídkou pivovaru mohou návštěvníci posedět v pivnici, která je součástí pivovaru a ochutnat pivo vyrobené pouze ze sladu, chmele a žamberské vody. Pivo s názvem „Žamberecký kanec“ je nefiltrované, nepasterizované s nepatrnými zbytky kvasnic, které jsou přítomné pouze ve formě gravitačně neodloučeného zbytku po kvašení. Občas se tu setkáme s kvasnicovým pivem, které se vyrábí dodatečným přidáním podílu rozkvašené mladiny do hotového piva v průběhu stáčení.

### Stálá nabídka piv
Čepují se celoročně 4 druhy piva.
spodně kvašená piva
- 10° výčepní světlé
- 12° ležák (jantarový , "ale", z nakouřeného sladu "Uzený kanec")
- 13° speciální světlé pivo
- STAUT silné, hluboce prokvašené černé pivo hořké chuti

#### svrchně kvašená piva
- 9°  výčepní světlé, vyrobeno z pšeničného sladu tzv. "weissbier"
- 12° ležák (z nakouřeného sladu "Nakouřený kanec")
- 14° speciální tmavé pivo

### V minulosti či příležitostně vařená piva
Ochucené ležáky:
- višňový
- konopný
- banánový
- borůvkový

### V minulosti míchané lihoviny
- Chmelové lihoviny – 38% PIVKA a PIVODEČKA
- Chmelové likéry – 18% LUPULKA, 13,5 % ROZÁRČIN SEN
- Chmelový list – (větévka) v lahvi s likérem či s lihovinou
- Chrum – 37,5% lahodný tuzemák s přídavkem chmelu

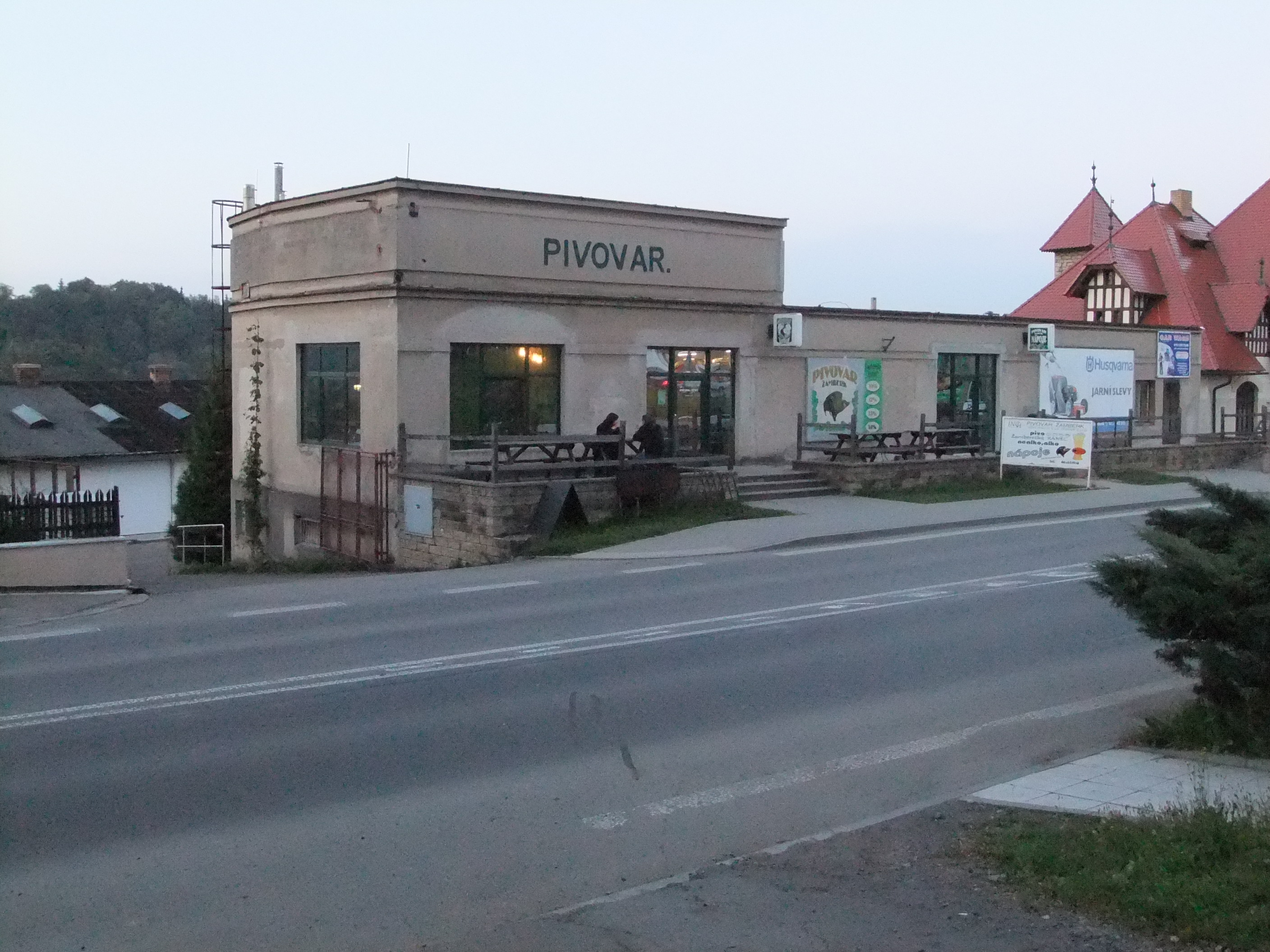
Pohled přes ulici Československé armády
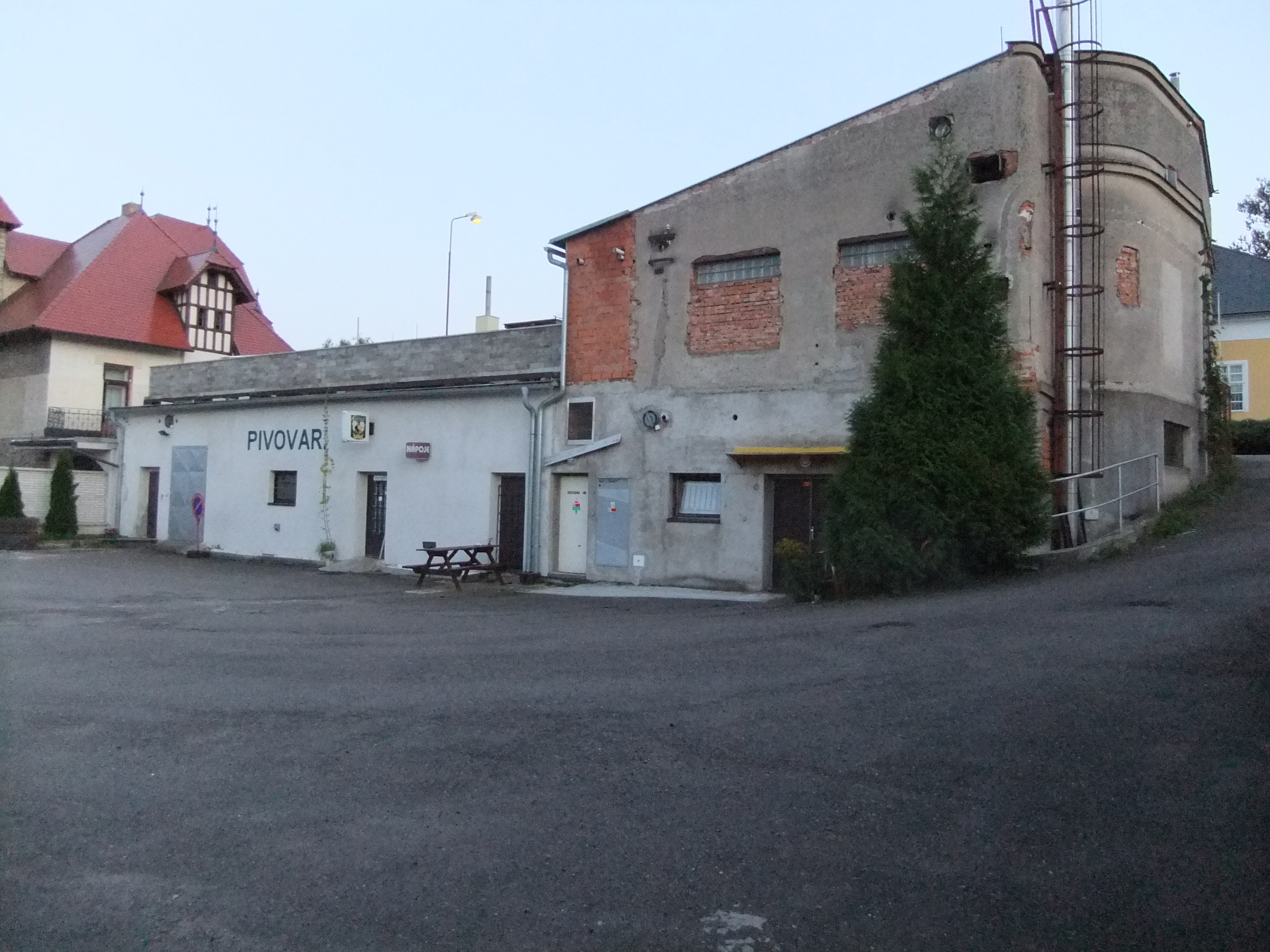
Pohled ze dvora, kde je též vchod do prodejny
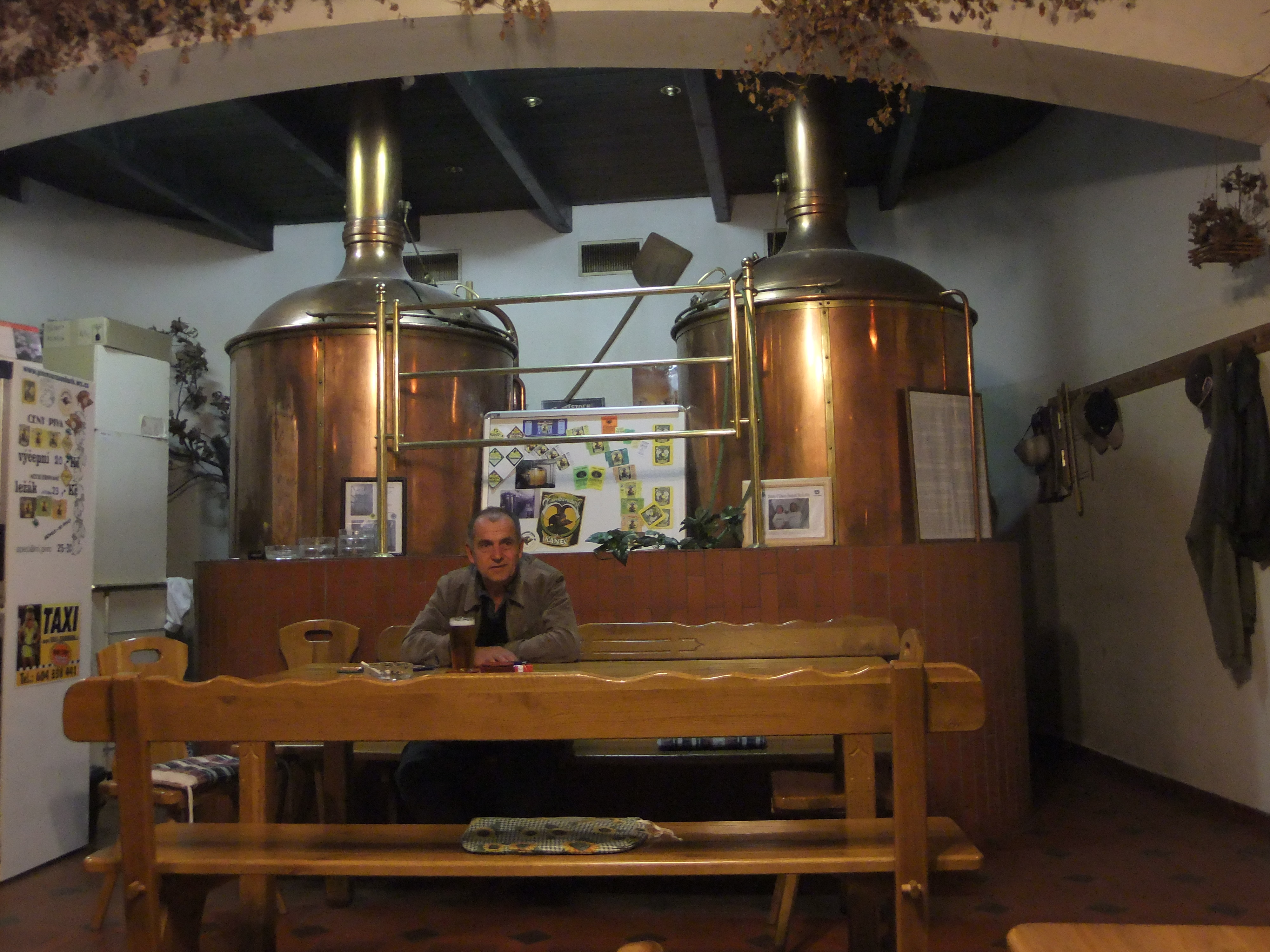
Pivnice s výčepem slouží zároveň jako varna

## Historie pivovarnictví v Žamberku
Historie pivovarnictví v Žamberku se datuje do roku 1508, kdy Jan Žampach udělil žamberským právo, aby vody z kašny a z trub na vaření piva mohli užívati a za to z várky dvě kopy platili.  Nejstarší zpráva o městském pivovaru je z roku 1621 kdy je uveden zápis v gruntovní knize o prodeji  gruntu na "spilkách" tam kde dnes stojí hostinec zvaný "Na kopečku".
 

Počátky panského pivovaru v Žamberku jsou spjaty s tzv. Karlovským domem, obytným kamenným domem, který si nechal postavit po roce 1568 Karel Žampach, nový majitel žampašské poloviny Žamberka. V tomto Karlovském domě byl po roce 1681 zřízen první žamberský panský pivovar. Před pivovarem stála kašna, do níž byla vedena voda z panské vodárny. 

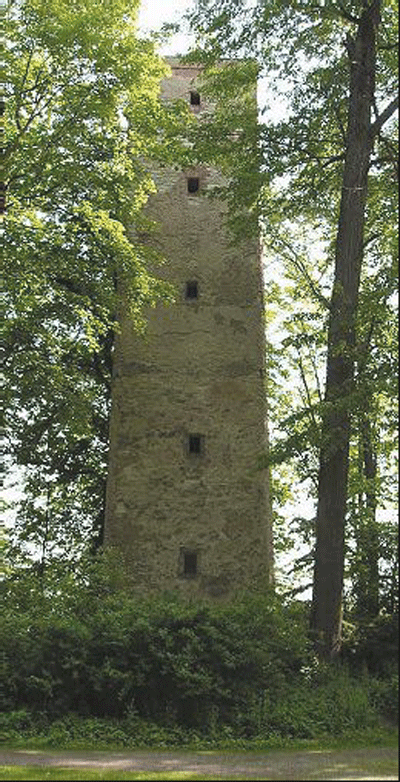
Věž staré zámecké vodárny

Panská vodárna, byla umístěna na vyvýšeném místě v jedné z věží původního jižního opevnění zámeckého sídla Mikuláše z Bubna. Část této stavby čtvercového půdorysu, pokryté vysokou jehlancovou střechou je ještě nyní vidět v parku jižně od zámku. O náhon k vodárně  a o trkač, který dopravoval vodu do vodárny se musel starat mlynář  prastarého zámeckého mlýna. Pod zámkem byly chmelnice na kterých se  chmel pěstoval až do poloviny 19. století.
Pivo se vařilo na 30 sudů a 1 vědro (sud piva = 4 vědra = 226,4 litru)-(68 hl). V pravé části hospodářských budov bylo uloženo obilí, zejména pšenice a ječmen, které bylo užíváno pro potřeby pivovaru. Za semletí  sladu na pivo dostal mlynář za každou várku půl vědra piva (tj. 20 mázů).
Na počátku 19. století byl zámecký pivovar nezbytným a dobře fungujícím vrchnostenským podnikem.
Pod varnou piva byl v hloubce 20 m rozsáhlý labyrint sklepů rozdělených podle použití na sklepy pro uchování ledu (lednic), spilkové sklepy, kde pivo ve velkých kádích kvasilo, a ležácké sklepy, kde po prokvašení se pivo zachladilo a po odčerpání sedlých kvasnic se sudovalo. Sklepy pro ukládání menších sudů a později lahví piva bývaly nejen v blízkosti pivovaru, ale také pod zámeckou budovou.

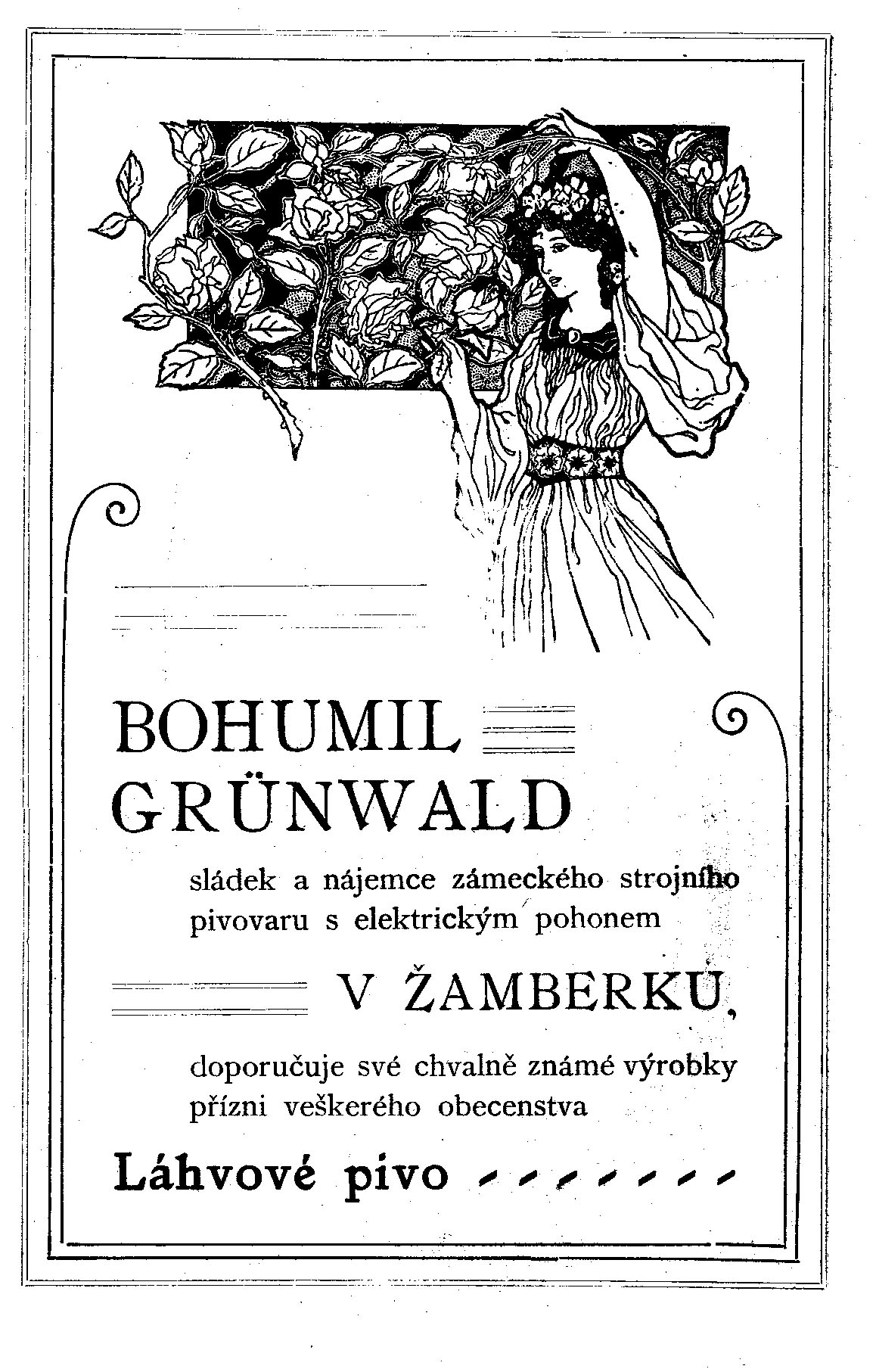
Dobový reklamní leták
Průvodčí po Žamberku a okolí. Gustav Havelský - nákladem obchodního gremia v Žamberku 1900.

V roce 1858 zdědil žamberský velkostatek i se zámkem a dvory baron Jiří Parish. Za něho byly v roce 1866 nově upraveny interiéry zámecké budovy a současně byly přestavěny a zmodernizovány hospodářské budovy na prvním nádvoří, zvláště pivovar. Pivem z panského pivovaru byli odměňováni např. hudebníci zámeckého orchestru za hudební produkce.
Panský pivovar byl později pronajat Gottliebu Grünwaldovi. Také za jeho správy pivovar prosperoval a pivo bylo nepostradatelným nápojem pro nejrůznější příležitosti. V roce 1927 končí výroba piva v zámeckém pivovaru a o pět let později byl pivovar Charlesem Parishem pronajat jako sklad Pardubickému pivovaru. Ve 40. letech byly prostory znovu pronajaty, a to firmě pana Lehrause, který se specializoval na výrobu likérů. V květnu roku 1948 byl majetek Charlese Parishe znárodněn a zabaven Československým státem. Od 30. září 1949 byla využívána budova pivovaru dále jako sklad piva Královéhradeckého pivovaru a budova bývalé sladovny byla předána k užívání Českomoravským vinařským závodům. V roce 1950 byla vytvořena expozice městského muzea v zámku a část fondu byla deponována do prostor špýcharu bývalého pivovaru.